# 金峯神社 (吉野町)
金峯神社（きんぷじんじゃ）は、奈良県吉野郡吉野町にある神社。式内社（名神大）で、旧社格は郷社。吉野山最奥の青根ヶ峰のそばにあり、吉野山の地主神を祭る。
境内はユネスコの世界遺産『紀伊山地の霊場と参詣道』（2004年〈平成16年〉7月登録）の構成資産の一部。

## 祭神
- 主祭神 - 金山毘古命（かなやまひこのみこと）。吉野山の地主神である。

## 歴史
創建の経緯などは不明である。中世以降は修験道の修行場
であり、『栄花物語』には藤原道長が詣でたことが記されている。
明治時代以前の神仏習合時代には「金精明神（こんしょうみょうじん）」と呼ばれ、本地仏は阿閦如来、釈迦如来、大日如来（金剛界）とされていた。金精の名は金峯山は黄金を蔵する山という信仰があったことが背景にあると思われる。

## 境内
- 本殿

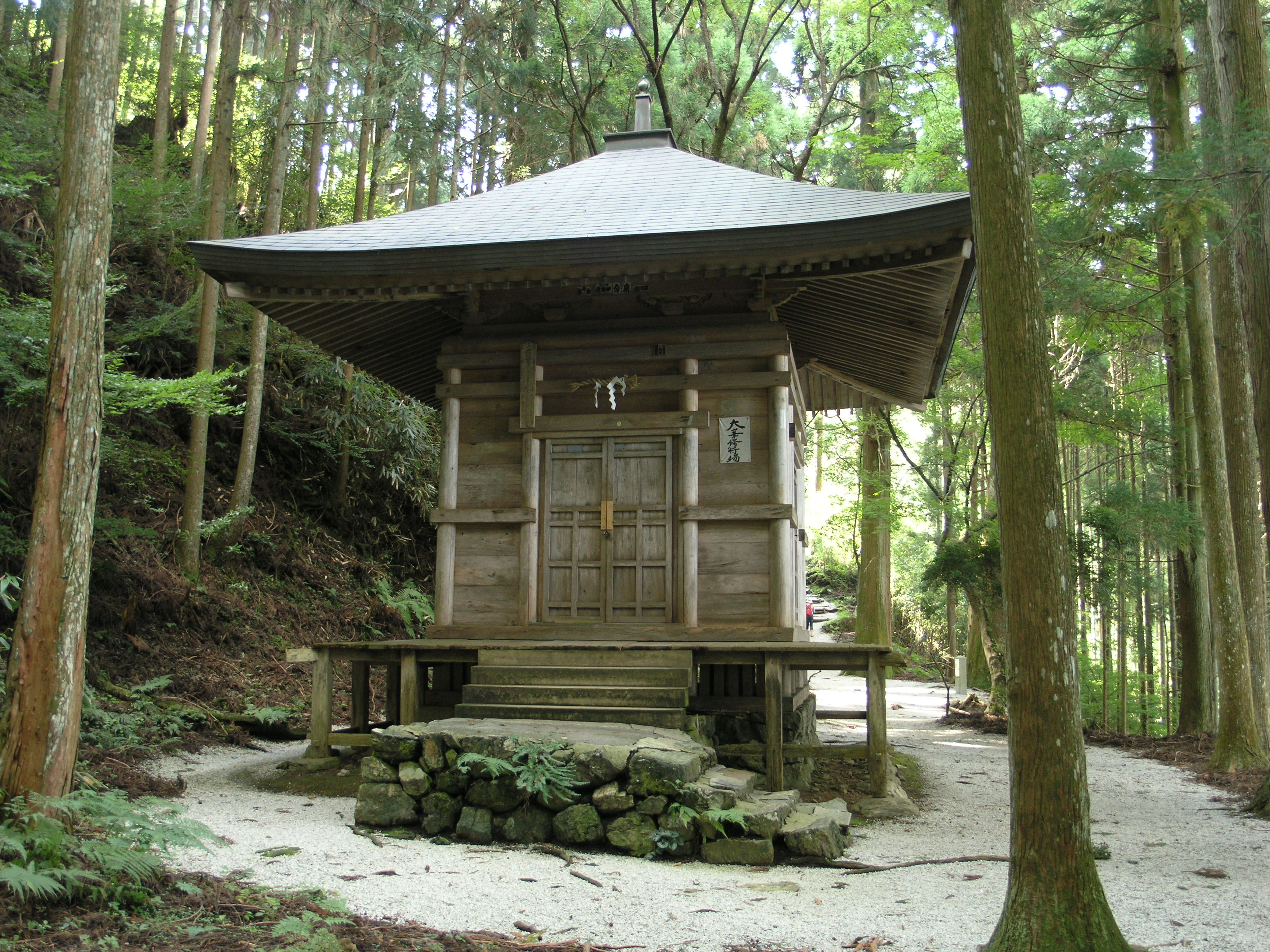
義経隠れ塔

- 拝殿 - 吉野神宮の旧拝殿を移築したもの[4]。
- 義経隠れ塔 - 大正時代初年に再建。金峯神社拝殿脇の小径を下った場所に建つ宝形造・檜皮葺きの簡素な塔。源頼朝に追われた源義経がここに隠れていたという。その際に追っ手に囲まれてしまい、屋根を蹴破って逃げたといわれ「蹴抜の塔（けのけのとう）」とも呼ばれる[4]。

## 文化財

### 国宝

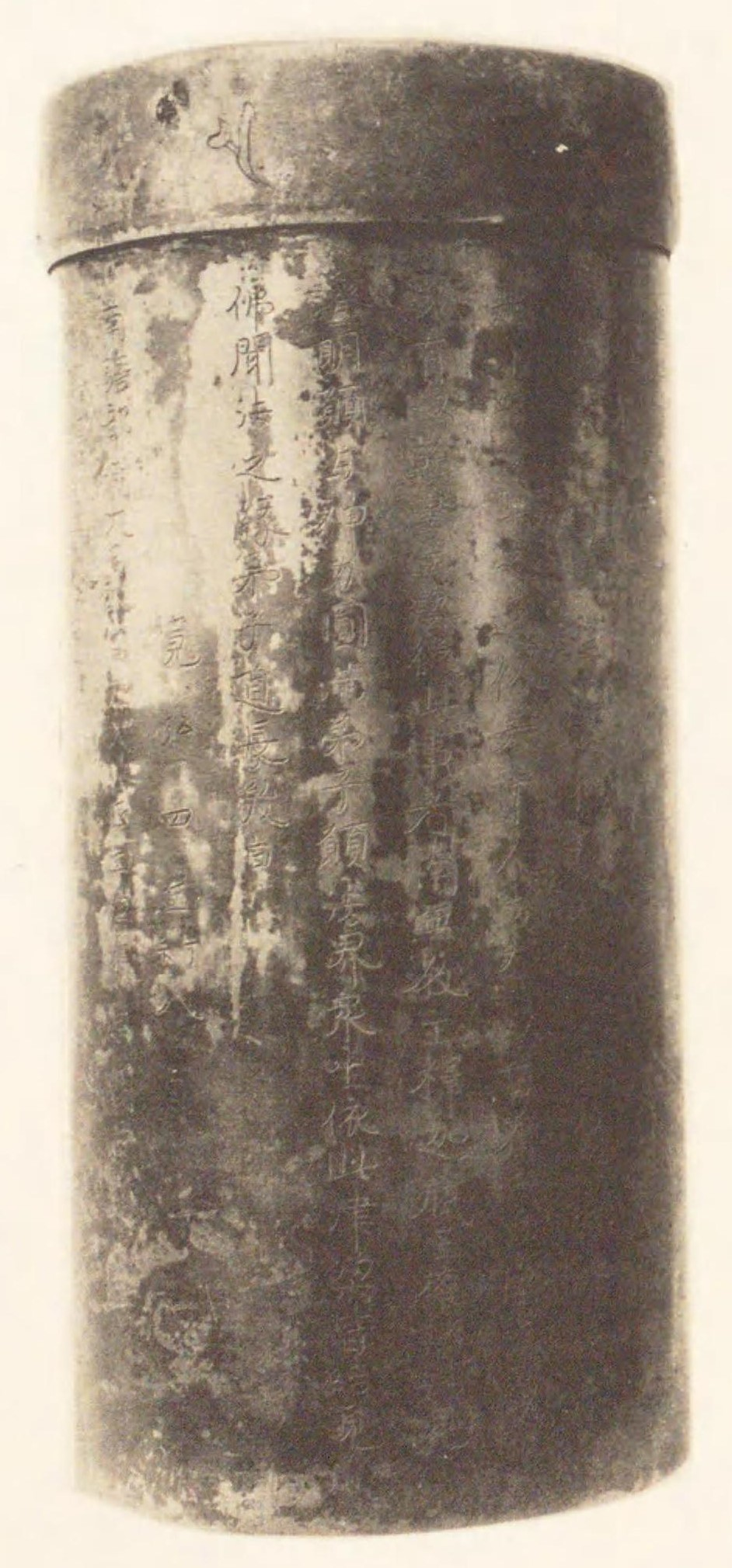
金銅藤原道長経筒（寛弘四年、国宝）

- 金銅藤原道長経筒 1口
1952年（昭和27年）11月22日、国宝（考古資料）に指定[5]。金峯山経塚出土品のひとつで、表面に刻された銘文中に「寛弘四年八月十一日」の年記がある。
高さ35.8センチメートル、口径15.7センチメートル。藤原道長が寛弘4年（1007年）に大和国の金峯山経塚（奈良県吉野郡天川村）に埋納した厚手で大ぶりな円筒形経筒である（経塚とは、この世に弥勒仏が出現するとされる遠い未来まで経典を保存するために経箱や経筒を埋め、盛土したもの）。鍛銅製で鍍金が施され、器表に24行で510文字の銘文が刻まれており、埋経の趣旨と経緯が記されている。年代の明らかな経塚遺物としては最古のものである。銘文の内容は道長の日記『御堂関白記』の記載とも符合し、歴史的にも重要なものである。銘文の執筆者は不明だが、道長自筆する説や[6]、道長と関係が深い能書家・藤原行成とする説がある[7]京都国立博物館考古部門に寄託[2]。中に入っていたとされる紺紙金字経は、下記の他に東京国立博物館[8]や五島美術館が所蔵している[9]。

### 重要文化財
- 大和国金峯山経塚出土品
以下8点一括。1953年（昭和28年）3月31日、重要文化財（考古資料）に指定[10]、1955年（昭和30年）2月2日追加指定[11]。
  - 鍍銀経箱
  - 金銅経箱台残闕
  - 紺紙金字法華経 巻一、三、四、五、六、七残闕 巻四長□□□（徳四年）奥書
  - 紺紙金字無量義経残闕 長徳四年奥書
  - 紺紙金字弥勒上生経残闕
  - 紺紙金字弥勒下生経残闕
  - 紺紙金字法華経 巻三、四、六、七残闕
  - 紺紙金字無量義経
- 鉄鐔 卒塔婆透し 1箇（附：蒔絵箱1箇）
1925年（大正14年）4月24日、重要文化財（工芸品）に指定[12]。

### 史跡
- 大峯奥駈道 - 金峯神社境内は、国の史跡「大峯奥駈道」の一部である[1]。2002年（平成14年）12月19日指定[13]。

## アクセス
近鉄吉野線吉野駅より吉野ロープウェイ乗り換え「吉野山」下車、徒歩約1時間45分。または吉野山駅からバスで23分の「奥千本口」下車、徒歩5分。